# American Bureau of Shipping
American Bureau of Shipping, noto come ABS, è un ente di classificazione marittima, che è sorto dalla necessità, per armatori e assicuratori marittimi, di individuare un soggetto terzo che valutasse con competenza tecnica la sicurezza delle navi e di conseguenza la loro affidabilità e rischio per l'assicuratore.
La sua fondazione risale al 1862 e fa parte dell'IACS - International Association of Classification Societies (Associazione Internazionale delle società di classifica), assieme al Lloyd's Register, Det Norske Veritas, Bureau Veritas, Registro Navale Italiano, ecc.